# Седан (Монтана)
Седан (англ. Sedan) — переписна місцевість (CDP) в США, в окрузі Ґаллатін штату Монтана. Населення — 101 особа (2020).

## Географія
Седан розташований за координатами 45°57′48″ пн. ш. 110°52′45″ зх. д. / 45.96333° пн. ш. 110.87917° зх. д. (45.963337, -110.879303).  За даними Бюро перепису населення США в 2010 році переписна місцевість мала площу 158,30 км², з яких 158,00 км² — суходіл та 0,30 км² — водойми.

## Демографія
Згідно з переписом 2010 року, у переписній місцевості мешкало 99 осіб у 46 домогосподарствах у складі 32 родин. Густота населення становила 1 особа/км².  Було 60 помешкань (0/км²).
Расовий склад населення:
| - 97,0 % — білих - 1,0 % — азіатів |

До двох чи більше рас належало 2,0 %. Частка іспаномовних становила 0,0 % від усіх жителів.
За віковим діапазоном населення розподілялося таким чином: 15,2 % — особи молодші 18 років, 70,7 % — особи у віці 18—64 років, 14,1 % — особи у віці 65 років та старші. Медіана віку мешканця становила 48,1 року. На 100 осіб жіночої статі у переписній місцевості припадало 106,2 чоловіків;  на 100 жінок у віці від 18 років та старших — 100,0 чоловіків також старших 18 років.
Середній дохід на одне домашнє господарство  становив 84 963 долари США (медіана — 50 625), а середній дохід на одну сім'ю — 111 842 долари (медіана — 68 750). Медіана доходів становила 26 528 доларів для чоловіків та 25 000 доларів для жінок. За межею бідності перебувало 5,8 % осіб, у тому числі 0,0 % дітей у віці до 18 років та 17,4 % осіб у віці 65 років та старших.
Цивільне працевлаштоване населення становило 52 особи. Основні галузі зайнятості: сільське господарство, лісництво, риболовля — 26,9 %, будівництво — 15,4 %, освіта, охорона здоров'я та соціальна допомога — 13,5 %.